# SIA Modelo 1918
La SIA Modelo 1918 fue la primera ametralladora ligera italiana enfriada por aire. Desarrollada a finales de la Primera Guerra Mundial, fue empleada en cantidades limitadas durante los últimos meses del conflicto y se planeó como un reemplazo del primitivo subfusil Villar-Perosa en caso de que las hostilidades continúen. 

## Historia
En abril de 1916, con el despliegue en el frente italiano de pequeñas unidades equipadas con subfusiles Villar-Perosa, se sentaron las bases de nuevas tácticas militares destinadas a romper el estancamiento de una guerra de trincheras que parecía no tener fin, las cuales demostraron ser idóneas y fueron adoptadas por los recién formados Grupos de Asalto.
El subfusil Villar-Perosa demostró ser un arma innovadora, pero no estaba libre de defectos, al tener una estructura sumamente distinta al de un arma de su categoría y ser uno de los primeros subfusiles.
En enero de 1918, el Coronel Abiel Bethel Revelli - creador del Villar-Perosa - presentó ante la Comisión Examinadora del Regio Esercito un prototipo de ametralladora ligera calibre 6,5 mm enfriada por aire.
Este modelo no fue aceptado y se recomendaron una serie de modificaciones, como el acortamiento del cañón, la parte posterior del trípode y la instalación de una empuñadura adecuada para disparar en posición cuerpo a tierra.
La siguiente ametralladora fue construida según las recomendaciones, siendo considerada idónea y entró en producción como la SIA, acrónimo de la empresa Società Italiana Aviazione de Turín.
Es interesante observar que, a pesar de los esfuerzos e intentos de obtener un subfusil eficaz derivado del Villar-Perosa (siendo el más importante el Beretta M1918), el Regio Esercito decidió dar mayor prioridad a la nueva creación del Coronel Revelli.

## Historial de combate
Al igual que el subfusil Villar-Perosa, la SIA Modelo 1918 fue principalmente destinada a equipar pequeñas unidades de asalto, pero también fue empleada como ametralladora para aviones, montándose en parejas y con cañones sin radiador.
El plan de suministro original preveía equipar a todas las compañías con 8 ametralladoras SIA Modelo 1918 (2 por pelotón), de un total de 18.000 unidades: en una primera fase solamente se distribuirían las armas necesarias para sustituir a los subfusiles Villa-Perosa, mientras que en la segunda fase todas las unidades estarían equipadas con la SIA Modelo 1918.
A pesar de que algunas fotos parecen demostrar lo contrario, muchos autores[¿quién?] consideran como incierto el suministro de la SIA Modelo 1918 en el último año de la Primera Guerra Mundial.
Fue empleada en el período de entreguerras, por lo menos hasta 1943, cuando fue distribuida a las unidades de retaguardia de los batallones territoriales, a la Guardia Costera y a los Camisas Negras. También fue empleada como armamento principal de una variante del tanque ligero Fiat 3000.

## Descripción
La SIA Modelo 1918 es una ametralladora ligera accionada por retroceso, con una longitud de 1.160 mm (incluyendo la bocacha apagallamas) y un peso de 10,7 kg sin su mochila-trípode.
Su cañón está hecho de acero al cromo-níquel, tiene una longitud de 660 mm y pesa 4,75 kg, con un estriado de 216 mm y enfriado por un radiador compuesto de 52 arandelas de aluminio sostenidas por una tuerca; este sistema de enfriamiento permite disparar una ráfaga de 200 balas.
Su cargador curvo estaba hecho de chapa de acero estampada, con ranuras laterales y era de doble hilera: tenía una capacidad de 50 cartuchos 6,5 x 52 Mannlicher-Carcano y cuando estaba lleno pesaba 2 kg. Iba insertado sobre el cajón de mecanismos, con las desventajas de dificultar la rotación del arma y revelar al enemigo la posición de la ametralladora. Esta fue una de las principales críticas al sistema de alimentación, así como la fragilidad del cargador y sus ranuras laterales que permitían el ingreso de tierra y polvo, causando frecuentes atascos.
En general, la fiabilidad del arma resultó ser deficiente. En un informe de 1922 redactado por el Coronel C. Buonoscontro, se lee que "el arma no tardó en manifestar los defectos de su apresurado diseño".
Los mecanismos de puntería consisten en un alza de tambor rotativo montada en el lado izquierdo del cajón de mecanismos, con aberturas para alcances de 300, 700 y 1.000 m, así como un punto de mira montado en el lado izquierdo del cañón.
Las agarraderas tipo "mango de pala", idénticas a las del subfusil Villar-Perosa, tienen el botón del gatillo ubicado al centro.
La ametralladora venía con una mochila-trípode de madera reforzada que pesa unos 5,6 kg, la cual se plegaba para transportarla a la espalda. Cuando se transportaba la ametralladora descargada instalada en su mochila-trípode, tenía un peso total de 16,3 kg.